# Jagdrecht (Dänemark)

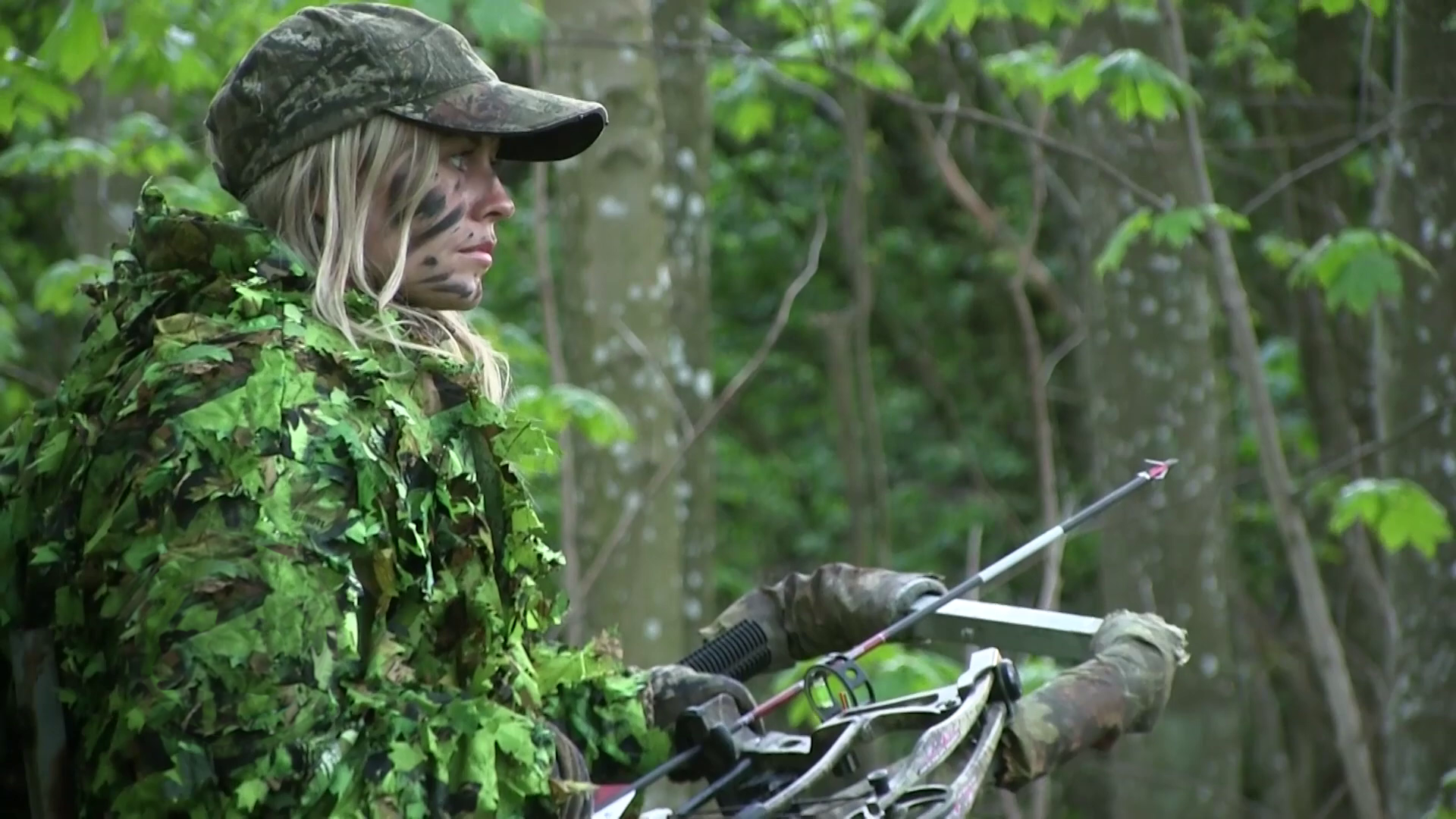
Dänische Bogenjägerin bei der Ansitzjagd auf Rehwild

Das objektive Jagdrecht (dänisch: jagtlovgivning) in Dänemark umfasst alle Rechtsnormen, die sich mit der Jagd in Dänemark befassen. Die entsprechenden Regelungen sind überwiegend im Lov om jagt og vildtforvaltning (Gesetz über Jagd und Wildtiermanagement) vom 6. Mai 1993, kurz Jagtlov (Jagdgesetz), gebündelt.

## Recht

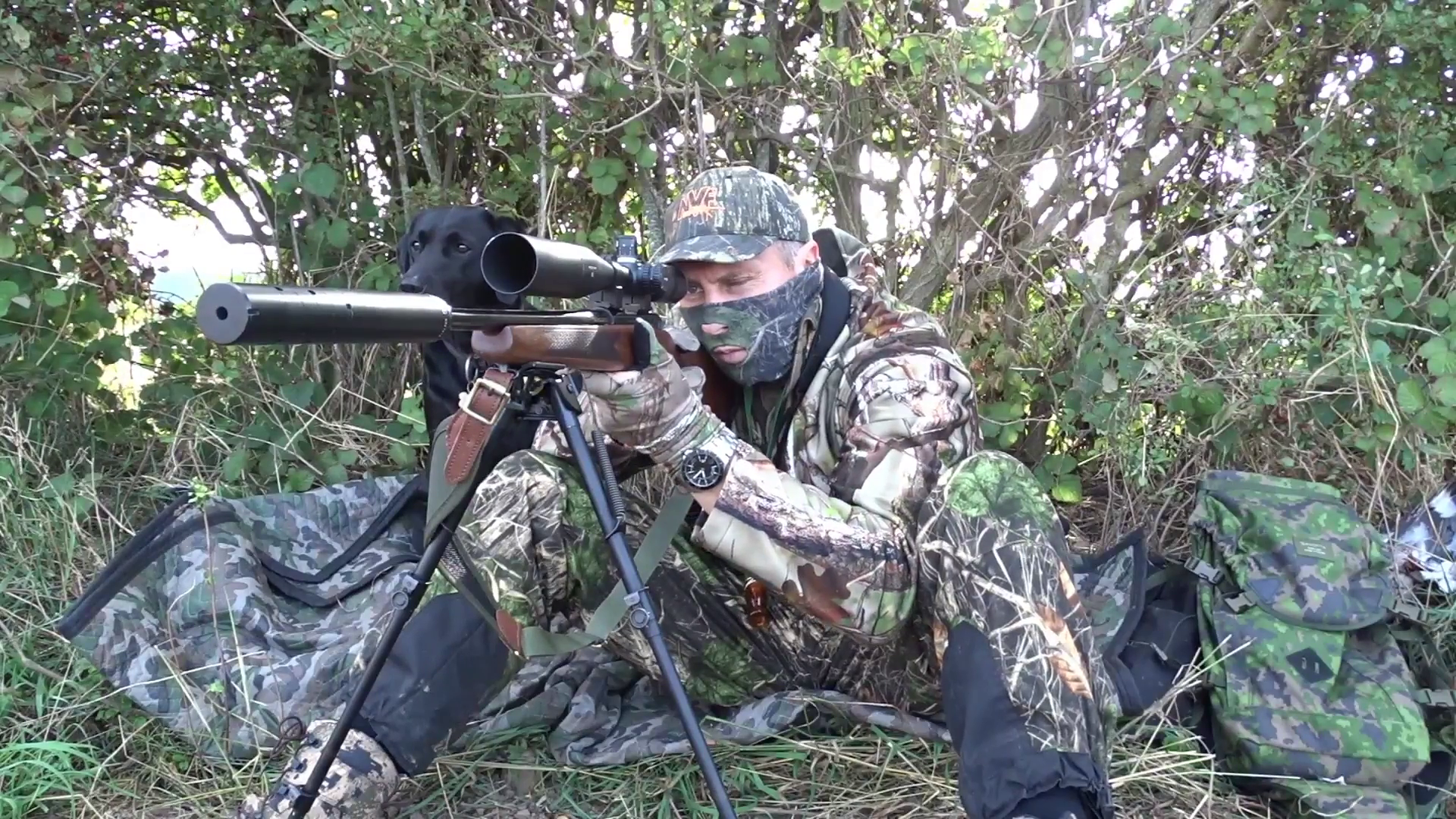
Dänischer Jäger bei der Jagd auf Wildtauben und Krähen vom Rand eines frisch eingesäten Ackers

Das Recht zur Jagd ist in Dänemark seit dem Jahr 1840 untrennbar mit dem Eigentum von Grund und Boden verbunden. Auf zusammenhängendem Grundbesitz von zumindest 1 Hektar haben allein der Eigentümer und dessen Angehörige das Jagdausübungsrecht. Ab 5 Hektar zusammenhängendem Grundbesitz kann der Eigentümer das Jagdausübungsrecht für maximal 30 Jahre vertraglich an Dritte übertragen. Auf Flächen unter 1 Hektar ist die Jagdausübung nicht zulässig, außer es wurde eine vertragliche Übereinkunft zur gemeinschaftlichen Bejagung mit den Eigentümern angrenzender Flächen geschlossen, und die dadurch entstandene gemeinsame Fläche erreicht die gesetzlichen Hürden von 1 bzw. 5 Hektar.
Um jagen zu dürfen, muss jährlich ein Jagdschein gelöst werden, dessen erstmalige Erteilung abhängig von der verwendeten Jagdwaffe (Schrotflinte, Büchse und Bogen) eine oder mehrere Jagdprüfungen voraussetzt. Der Jahresjagdschein beinhaltet eine Jagdhaftpflichtversicherung, die Schäden an Dritten abdeckt. Für die Zulassung zu den Jagdprüfungen und damit auch für die Erteilung eines Jagdschein ist ein Mindestalter von 16 Jahren vorgeschrieben. Jagdscheininhaber unter 18 Jahren müssen bei der Jagdausübung von einem Jagdscheininhaber begleitet werden, der über 18 Jahre alt ist.
Bei der Jagdausübung sind mindestens 50 Meter Abstand von Wohngebäuden einzuhalten, es sei denn, man holt zuvor die schriftliche Genehmigung des Besitzers ein. Das Wild selbst wird in Dänemark, wie in vielen anderen europäischen Ländern einschließlich Deutschland, als res nullius, also als herrenlos, betrachtet. Erst mit der Aneignung durch den Jäger geht es in persönliches Eigentum über. Wenn Wild verwundet wurde oder zumindest der Verdacht besteht, muss einer der kostenlos tätigen, registrierten Schweißhundeführer verständigt werden, der die Berechtigung hat, verletztes Wild ohne vorherige Anmeldung auch in fremden Jagdrevieren zu verfolgen und zu erlegen.

## Kennzahlen
Mit Stand 2010 gab es in Dänemark 172.000 Jagdscheininhaber, was bei damals insgesamt 5,4 Mio. Einwohnern einem Anteil von 3,4 % an der Gesamtbevölkerung entsprach. Auf 100 ha bzw. 1 km² Kernland kamen damit statistisch 4 Jagdscheininhaber. Rund 37 % der dänischen Jäger waren zwischen 21 und 39 Jahren alt und rund 4 % waren Frauen. Der durch die Jagd erzeugte Jahresumsatz wird auf 400 bis 530 Mio. Euro geschätzt. Ein dänischer Jahresjagdschein kostet rund 70 Euro. Der Danmarks Jægerforbund (Dänischer Jagdverband) mit seinen rund 93.000 Mitgliedern und 900 lokalen Vereinigungen tritt als Interessenvertretung auf und ist in das staatliche Wildtiermanagement eingebunden.